# روناهی تی‌وی
روناهی تی وی (به کردی: Ronahî TV) یک کانال تلویزیونی کردی است که محدوده پخش ان سراسر جهان می‌باشد. این کانال در سال ۲۰۱۲ راه اندازی شد و از کشورهای عضو اتحادیه اروپا و سوریه پخش می‌شد. روناهی تی وی اولین کانال تلویزیونی کردی در سوریه است. پخش برنامه‌های ان به زبان کردی و عربی می‌باشد. این کانال با تلاش جمعی ۲۵۰ داوطلب اجرا می‌شود و دفتر مرکزی آن در قامیشلی است و تیم‌هایی از کوبانی و عفرین گزارش می‌کنند.